# 米須太一
米須 太一（こめす たいち、4月22日 - ）は、日本の元男性声優。総合学園ヒューマンアカデミー卒業。元リマックス所属。沖縄県出身。

## 出演作品

### テレビアニメ
2013年
- 俺の脳内選択肢が、学園ラブコメを全力で邪魔している
- ブラッドラッド（デク）

2014年
- 白銀の意思 アルジェヴォルン（パイロット）
- 魔弾の王と戦姫（村長）

2015年
- アルスラーン戦記（兵士）

### 吹き替え
- ハイジャッキング（ポール・ロス）
- シー・ヴァイパー（グリース/ジョニー）
- ジュラシック・ブリーダー（ウィリー）
- 孤独の暗殺者/スナイパー（ルノー）
- ボルジア/欲望の系譜（ジャンヴァティスタ）
- テリトリーズ（ゲイブ）
- エイリアン・トルネード

### 映画
- 海賊戦隊ゴーカイジャー THE MOVIE 空飛ぶ幽霊船

### ゲーム
- バトルホイールスピンギア(キング)
- 謎惑館 〜音の間に間に〜
- ロード・オブ・アポカリプス

### 舞台
- 二十四の瞳
- 仮面ライダーキバ
- 炎神戦隊ゴーオンジャー

### モデル
- るるぶ沖縄

### ナレーション
- CLUBCHURA
- セレブレンタカー

### その他
- カットオンリークラブ(TVCM)
- SmaSTATION!(再現VP)